# O C'mon All Ye Faithful
«O C'mon All Ye Faithful» (укр. «Давайте, вірні») — подвійна, десята й одинадцята серії тридцять шостого сезону мультсеріалу «Сімпсони», прем'єра яких відбулась 17 грудня 2024 року на стримінґовій платформі «Disney+».

## Сюжет
У спецвипуску «Різдво Деррена Брауна» ілюзіоніст Деррен Браун проводить експеримент у Спрінґфілді. Він прибуває до міста зі знімальною групою, щоб використавши гіпноз і психологічну маніпуляцію підняти мешканцям різдвяний настрій під прикриттям знімання документального фільма. Заставши зненацька мера Квімбі, вони отримують дозвіл на це.
Браун і команда починають із того, що зімітувавши порятунок дитячого візка з немовлям, дають Ґілу сили зателефонувати родині. Згодом команда окусується на Гомерові, якого Мардж змушує ходити по магазинах, щоб купити їй подарунок, у чому він жахливий. Коли Гомер продовжує сумніватися в собі, Деррен Браун заручається допомогою Мардж, щоб допомогти загіпнотизувати Гомера.
Вони модифікують торговий автомат на Спрінґфілдській АЕС, після чого Гомер потрапляє в підвал, де його чекає Деррен. Однак, Гомер надто зосереджується на упаковці з кексами, які він замовив в автоматі. На упаковці зображений Санта Клаус, тож, коли Деррен Браун гіпнотизує бути «майстром у даруванні подарунків», Гомер починає вірити, що він — Санта-Клаус. Браун і команда намагаються відмінити наслідки гіпноз, але марно…
Наступного дня Гомер просить у Смізерса новий бейджик для себе на ім'я «Санта» і дарує йому наперсток. Коли містер Бернс заходить до кімнати, то помилково вважає наперсток подарунком від Смізерса, через що його серце збільшується утричі (буквально). Через це Смізерс першим вірить, що Гомер — Санта. Опісля всі діти (крім дітей Сімпсонів) і більшість дорослих мешканців вірять в це також. Ральф Віґґам приєднується до Гомера як його ельф.
В результаті різдвяний настрій у місті досягає найвищого рівня і Гомер стає знаменитістю. Деррен, який ненавмисно створив культ Санти, хоче все виправити.
На різдвяному святі, де зібралися всі мешканці Спрінґфілда, Деррен Браун зізнається у своїх діях і заявляє, що жителям міста потрібно повернути Гомера Сімпсона. Браун розгіпотизовує Гомера, що засмучує мешканців змусивши їх сумніватися у своїх переконаннях. Деррен виголошує промову мешканцям, що кожна система вірувань може бути міфом. Нед Фландерс раптом розуміє, що це стосується не лише Санти-Гомера, а і всієї християнської віри…
Щоб заспокоїти його, Мардж відводить його на дах ратуші. Там Нед розповідає, що нещодавно зазнав кризи віри, ще до промови Брауна. Раніше він залишав повідомлення для Мод на дзеркалі у ванній кімнаті та відправляв SMS на телефон Едні. Таким чином переконував себе, що його покійні дружини поруч з ним. Однак, нещодавно він отримав зворотню відповідь на повідомлення Едні. Це був Нельсон, який отримав її старий номер телефону, після чого висміяв Фландерса. Того ранку він також не зміг залишити повідомлення для Мод на дзеркалі. Нед не розуміє, чому за його побожне життя Господь дав йому стільки горя? Мардж пропонує йому відпочити та обіцяє, що наступного дня почуватиметься краще.
Наступного ранку Нед починає виносити з дому всі свої релігійні речі. Мардж заохочує Барта та Лісу провести час з Родом і Тоддом, щоб підбадьорити Неда та нагадати йому, що Бог існує. Барт зізнається сестрі, що цього року він не відчуває різдвяного настрою, бо, наче, переростає його. Ліса пояснює, що коли люди стають старшими, цінність Різдва переходить від отримання до віддавання. Оскільки в Барта немає грошей, вона пропонує йому робити те, що він робить найкраще, але для інших, почавши з Рода і Тодда.
Тим часом до будинку Сімпсонів приходить Ральф, який досі думає, що Гомер — Санта-Клаус. Однак, в Гомера депресія, що це не так. Він вирішує бути Сантою хоча б для людей, яких він знає, якщо Ральф допоможе як його ельф.
За обідом у Фландерсів обіду Нед не молиться перед їжею, що непокоїть Рода і Тодда. Барт і Ліса запитують їх, чого вони хочуть на Різдво від Санти, але вони пояснюють, що не отримують іграшок, а навпаки — віддають їх тим, хто потребує. Нед каже їм, що цього року вони щось змінять, оскільки вони нещасні, у яких немає Бога. Барт дає їм каталог іграшок, через який Фландерси одразу ж починають сваритися.
Мардж просить знову допомогти Деррена Брауна, щоб змусити Неда знову повірити в Бога. Однак, Деррен відмовляється.
Пізніше Нед з дітьми помічає зловісного сніговика, що змінює своє положення. Водночас світло в будинку гасне, а моторошний голос починає співати. Мардж заходить до Фландерсів, після чого в будинку всі бачать більше тіней. Незабаром Мардж виявляє, що це Барт за шторою імітував голоси. Мардж запрошує Фландерсів випити ег-ног у них вдома, поки вона з Бартом прибере. Барт пояснює мамі, що зробив це для неї, сподіваючись допомогти Неду знову повірити в Бога (точніше, злякатися Диявола), чого Деррен Браун не міг зробити. Мардж це зворушує і вона пробачає синові, сказавши що це найкращий подарунок на Різдво від нього.
Тим часом Гомер і Ральф розважаються, будуючи іграшки та санки з автомобіля Гомера. Вони починають розносити подарунки, починаючи з Райнера Вульфкасла, але спрацьовує система безпеки. Ральф заводить сани і втікає без Гомера. Прибулі поліцейські б'ють Гомера електрошокером.
Повернувшись додому, Нед задається питанням, чи не бракує Лісі див, коли пішла в буддизм. Дівчинка пояснює, що вони також вірять у дива. Вона розповідає історію про сліпу черепаху та золоте ярмо: диво — це коли черепаха, що вилазить на поверхню раз на сто років, проходить головою через дерев'яне ярмо, що без кінця і краю плаває океаном. Опісля Мардж починає сперечатися з Лісою щодо іншої системи вірувань, а Нед виходить з дому.
У поліцейському відділку Гомера заарештовують. Коли копи йдуть розгортати подарунки, Ральф звільняє Гомера з камери. Гомер вирішує, що він буде лише Сантою для своєї сім'ї, і каже Ральфу, щоб він був ельфом лише для своєї.
Тим часом різдвяного вечора Нед засмучено йде містом. Він доходить до причалу, де професор Фрінк запрошує Неда приєднатися до нього під час занурення на підводному човні, щоб дослідити глибини. Поки вони говорять про науку, Бога та дива безодні: попри науку на такій глибині існують прекрасні живі організми. Нед починає усвідомлювати, що вони дуже глибоко, і каже Фрінку якнайшвидше повернутися на поверхню. Однак, тиск починає нищити підводний човен, і субмарина розривається на частини. Вони спливають на поверхню, і чіпляються за уламки човна. Фрінк помічає, що Нед тримає дерев'яне ярмо плуга, що дивно, бо на субмарині не було дерева. Нед оголошує це дивом і знову починає вірити в Бога. Вони повертаються в порт, де зустрічають Сімпсонів і розповідають про те, що сталося.
Коли Фландерс із синами йде додому з-під човна вилазить Деррен Браун. Він розповідає, що все занурення було зімітованим за допомогою Фрінка. Однак, коли Ліса запитує про ярмо, Браун не розуміє контексту…
Оскільки Деррен є у списку гарних людей, то Санта-Гомер дарує Деррену подарунок: краватку-метелик, таку саму, яку мала лялька-чевевомовець Брауна. Він вважає, що Гомер, мабуть, таки — Санта-Клаус, оскільки він це знав. Коли він іде Гомер зізнається Мардж, зо просто переплутав коробку з подарунком для Меґґі.
Повернувшись додому, Нед відновлює вертеп на даху. Мардж і Гомер відкривають свої подарунки, а Барт і Ліса спостерігають і усміхається зі сходів.

## Виробництво
Серія стала першою, прем'єра якої відбулася ексклюзивно на «Disney+», а не на телеканалі «Fox». Також це перший епізод «Сімпсонів», в якому не було павз для перехода на рекламу, а є одним суцільною 44-хвилинною серією.
Світова прем'єра епізоду відбулася в театрі «El Capitan» в Лос-Анджелесі 13 грудня 2024 року.
Серію випущено 17 грудня 2024 року, в день 35-річчя мультсеріалу. Продюсери вирішили зробити різдвяний епізод першим ексклюзивним для «Disney+», оскільки «Fox» вважав за краще не випускати святкові серії, окрім серій на свято Хелловін, бо вони не є популярними при повторних показах.
Натхненням для сюжета стали нещастя в житті сценаристки і співшоуранерки епізода Керолін Омайн.
|  | У мене був дуже поганий 2023 рік. У мене померло кілька членів сім'ї, було багато драм, і мені довелося багато подорожувати. Деякі з них [подорожей] були міжнародними, тому я, зрештою, переглянула багато «YouTube». Частково це був «YouTube», а частково — бажання шукати певні речі, коли ти перебуваєш у темному місці. Деррен Браун був для мене дуже втішним, тому що це було надзвичайно весело, але в цьому також було щось глибоке… Є панк-рокер на ім'я Пітер Хемілл, і в нього є така пісня під назвою «Four Pails of Water». Це про те, що ми всього лише чотири відра води в мішку, наповненому сіллю — це все, що люди… Ось, я була в такому стані «Що таке людина?» і «Що таке магія? І чи існує вона в цьому світі? І як її знайти?». |

Переглянувши експерименти Деррена Брауна, в яких людей обманом змушують повірити у щось, Омайн припустила, що якщо Браун змусить Неда Фландерса не вірити в Бога.
|  | У дитинстві я завжди думала, що Бог існує. Лише коли я навчався в коледжі, люди казали: «Звичайно, ні». Це був перший раз, коли я впустила таку думку в свою голову, і мені було дуже страшно. Я подумала, що коли ви думаєте про когось на зразок Неда, якщо він коли-небудь дозволить цій думці прийти йому в голову, це буде жахливо. Я хотіла пограти з цим аспектом. |

Сам Деррен Браун описав цю роль як «найкраще, що трапилося в моєму житті на даний момент». Омайн сказала, що це «одна з найбільших ролей запрошених зірок» за кількістю сказаних реплік і часу персонажа на екрані. Керолін Омйн написала сценарій із вже включеним Брауном, перш ніж надіслати йому сценарій із проханням про його участь. Після згоди, Браун записав свою частину в Лондоні.
У процесі розробки були ідеї про те, щоб отець Лавджой дзвонив Фландерсу по телефону. Однак Омайн щоразу відкидала цю ідею, не знайшовши місця для Лавджоя.
|  | На громадському радіо Лос-Анджелеса була така річ про жінку, яку забрали дуже глибоко в океан, і вона розповіла, який це був зворушливий досвід. Тому що, щойно Ви бачите цих істоти, які існують, але наука каже, що вони не можуть існувати, Ви розумієте, що насправді все можливо… Те, що сказав Фрінк — «Я знаходжу Бога в упорядкованій гармонії природи», — саме це сказав Ейнштейн, коли його запитали, чи вірить він у Бога. |

Співачка  Патті ЛаБелль заспівала нерелігійну версію колядки «Тиха ніч». Омайн хотіла, щоб її заспівав хтось, щоб було схоже на різдвяний альбом Махалії Джексон, який вона чула в дитинстві.
Спочатку Деррен Браун з командою також відповідав і за ярмо, яке врятувало Фландерса. Однак, почувши реакцію на це від друга, Омайн змінила це, щоб була «якась магія».

## Культурні відсилання та цікаві факти
- У серії є кілька відсилань до минулих різдвяних серій «Сімпсонів»[1], зокрема:
  - У торговому центрі можна побачити персональну астролябію й іграшок Фанзо із серій «'Tis the Fifteenth Season» і «Grift of the Magi» відповідно.
  - Наприкінці епізоду Гомер і Мардж цілуються під ялинкою, на якій лише шпаківня. Це відсилання до найпершої серії мультсеріалу «Simpsons Roasting on an Open Fire», що вийшла рівно 35 років до того.
  - Фото на різдвяну листівку з написом «З Різдвом від „Сімпсонів“» (англ. «Merry Christmas from The Simpsons») також є відсиланням до кінцівки «Simpsons Roasting on an Open Fire».

## Ставлення критиків і глядачів
Джон Шварц із сайту «Bubbleblabber» оцінив серію на 9/10, сказавши, що серія — «це, безперечно, найкращий ексклюзивний [контент] „Сімпсонів“ на „Disney+“. Набагато сильніше, ніж короткометражки, які насправді є просто замаскованою рекламою, і Керолін Омайн, на мій погляд, утверджується як сценаристка з першої десятки/можливо п'ятірки в історії серіалу, що робить це стравою, гідною вашого часу».
Майк Селестіно з «Laughing Place» сказав, що серія «щонайменше варта перегляду фанатів Сімпсонів усіх мастей цього святкового сезону. Це кумедно, зворушливо і може просто повернути частину святкового духу у ваше рідне місто».
Рафаель Мотамайор з «IGN» дав серії 8/10 сказавши:
|  | У цій спеціальній серії «Сімпсонів» є веселі ґеґи, але саме пов'язані історії про Гомера та Неда, які знаходять сенс у святі та житті, роблять її зворушливим різдвяним епізодом. Це найкраща історія Неда Фландерса за десятиліття та доказ того, що після стільки часу з цими культовими героями ще багато чого зробити. Шоу щойно додало нову святкову класику до своїх понад 700 епізодів (і їх кількість постійно зростає), а також спеціальний випуск, який показує, чому вони ніколи не зупинять «Сімпсонів» — у них справді є історії на роки вперед. |